# Нурмагомедов, Абдулхамид Магомедович
Абдулхамид Магомедович Нурмагомедов (12 января 1987; с. Цуриб, Чародинский район, Дагестанская АССР, РСФСР, СССР) — российский боксёр, призёр чемпионатов России. Мастер спорта России международного класса (2012).

## Спортивная карьера
Первый тренер — Э. А. Иванько. Занимается боксом более 20 лет, тренеры — Н. В. Майоров, М. П. Леонов, заслуженный тренер России В. П. Смоляков. Является победителем международных турниров по боксу в Венгрии, Чехии и других странах. В 2010 году в Санкт-Петербурге стал бронзовым призёром Чемпионата России. В 2011 году в Уфе стал серебряным призёром чемпионата России, уступив в финале Артуру Бетербиеву. С 2016 года занимается тренерской деятельностью.

## Личная жизнь
Окончил Тамбовский государственный университет им. Г. Р. Державина, Институт физической культуры и спорта.

## Достижения
- Чемпионат России по боксу 2010 — ;
- Чемпионат России по боксу 2011 —